# アントニオ・マルテッリの肖像
『アントニオ・マルテッリの肖像』（アントニオ・マルテッリのしょうぞう、伊: Ritratto di Antonio Martelli、英: Portrait of Antonio Martelli）、または『マルタの騎士の肖像』（マルタのきしのしょうぞう、英: Portrait of a Maltese Knight）は、17世紀イタリア・バロック期の巨匠ミケランジェロ・メリージ・ダ・カラヴァッジオが1608年にキャンバス上に油彩で制作した半身肖像画である。1966年にフィレンツェのパラティーナ美術館の倉庫で発見された際、美術史家のミーナ・グレゴーリによりカラヴァッジオ作品として認められた。以来、真筆であることを疑う研究者はいない。現在、パラティーナ美術館に所蔵されている。

## 作品
この絵画は、『アロフ・ド・ヴィニャクールと小姓の肖像』 (ルーヴル美術館、パリ) とともにカラヴァッジオがマルタ島で描いた2点の肖像画のうちの1点である。モデルの人物について、絵画を発見したグレゴーリはアロフ・ド・ヴィニャクールであるとし、ルーヴル美術館の肖像画の準備作品であるため未完成なのだと見なした。確かに、絵画全体に素早い筆致で描かれ、手などは未完成に見える。しかし、これは、この時期以降のカラヴァッジオ作品に共通して見られる特徴である。

カラヴァッジョ『アロフ・ド・ヴィニャクールと小姓の肖像』 (1607-1608年)、ルーヴル美術館、パリ

1989年、メディチ家の財産目録 (1666-1670年) に、作者名はないものの『胸にマルタの十字を伴うマルカントニオ (マルコ・アントニオ) ・マルテッリのキャンバスに描かれた肖像』が発見されたことから、この肖像画のモデルはマルタの騎士アントニオ・マルテッリではないかと考えられるようになった。フィレンツェ出身のマルテッリは1534年生まれで、1558年にマルタ騎士団に入団しており、マルタ包囲戦 (1565年) で活躍した騎士団の主要メンバーであった。カラヴァッジオがマルタ島にいた時、マルテッリも島にいた。また、マルテッリは1608年11月1日にメッシーナのプリオーレ (支部長) に就任したことがわかっており、同じころにカラヴァッジオもメッシーナにいた。しかし、それは彼が事件を起こして騎士団の牢獄から脱走した後であったため、この肖像画はメッシーナではなく、マルタ島で描かれたにちがいない。
本作のマルテッリは、騎士団の最重要メンバーのみに許される大きなマルタ十字が縫い込まれた衣装を身に着けているが、これは普段着であった。彼は左手を鞘に入った剣の上に置き、右手でロザリオを握っている。当時の彼は74歳か75歳であったものの、資料が「卓越した健康状態にある」と記しているようにかくしゃくとしている。X線調査によって、画面にはわずかなペンティメンティ (描き直し) が確認されている。右奥に最初カーテンが描かれていたのが塗りつぶされ、右手の位置も少し下に描きなおされたようである。